# Агнати
Агнати (лат. agnatus — родич за батьком) — член сім'ї, заснованої на владі домовладики в Стародавньому Римі, так званої агнатської сім'ї.
Агнатська сім'я складалась з домовладики та підпорядкованих йому інших членів, які вважались один одному агнатами. Агнати не завжди були між собою кровними родичами. Агнатами ставали, наприклад, жінки, що виходили заміж: вони переставали вважатись членами сім'ї своїх батьків і переходили під владу домовладики, до чиєї сім'ї належав чоловік. Таким чином, агнатське споріднення визначалось чоловічою лінією у сім'ї. Смерть домовладики не призводила до зникнення агнатського споріднення.
Агнати в сім'ї визначались за ступенем споріднення один відносно одного. Родичами по прямій лінії були родичі, що походили послідовно один від одного (дід — батько — син). Родичами по батьківській лінії були члени сім'ї, що походять від одного предка. Ступінь споріднення по боковій лінії визначався кількістю народжень, що відділяли родича від спільного предка.

## Римське право
У римському праві усі члени родини (лат. familia), як ті що походили по чоловічій лінії від одного предка так і ті, хто став членом родини через шлюб або всиновлення. На агнатів поширювалася влада батька — лат. patria potestas. Агнати — група кровних родичів визнана цивільним правом. Згідно із законами ХІІ таблиць майно особи, що померла не залишивши прямих нащадків переходило агнатам. Так, статус агната мав значення при встановленні опіки та при спадкуванні.
У царювання імператорів і агнатство дедалі більше витіснялося природною спорідненістю, і колишнє право участі агнатів у спадщині за законом (лат. hereditas ab intestato) перенесено було імператором Юстиніаном на когнатів.

## Германське право
У праві германських народів агнати — кревні родичі-чоловіки, пов'язані спільним походженням по чоловічій лінії. Жінки в число агнатів не входили. Агнати мали переваги при успадкуванні ленів та фідеікомісів.